# Рјоне Ка Нуова (Модена)
Рјоне Ка Нуова је насеље у Италији у округу Модена, региону Емилија-Ромања.
Према процени из 2011. у насељу је живело 27 становника. Насеље се налази на надморској висини од 15 м.